# Lasioglossum circe
Lasioglossum circe är en biart som beskrevs av Ebmer 1982. Lasioglossum circe ingår i släktet smalbin, och familjen vägbin. Inga underarter finns listade i Catalogue of Life.